# Astathes pseudopartita
Astathes pseudopartita là một loài bọ cánh cứng trong họ Cerambycidae.